# 安山 (南極洲)
78°14′S 162°43′E / 78.233°S 162.717°E
安山（英語：Anne Hill）是南極洲的山峰，座標78°14′S 162°43′E / 78.233°S 162.717°E，位於維多利亞地的斯科特海岸，屬於皇家學會嶺的一部分，海拔高度2,079米（6,820英尺），以新西蘭研究隊的地質學家命名。